# Silometopoides sphagnicola
Silometopoides sphagnicola là một loài nhện trong họ Linyphiidae.
Loài này thuộc chi Silometopoides. Silometopoides sphagnicola được Kirill Yuryevich Eskov & Yuri M. Marusik miêu tả năm 1992.